# Спиридон Бигорски
Спиридон Бигорски е църковен деец, йеромонах, игумен на Бигорския манастир „Свети Йоан Предтеча“.

## Биография
Спиридон е роден в Македония. Замонашва се на Света гора и в 1901 година влиза в братството на Бигорския манастир. В същата година става йеромонах. В 1918 година наследява отец Партений като игумен на манастира, който след загубата на България в Първата световна война е върнат на Сърбия. Умира в 1948 година. След смъртта му, манастирът запустява по време на атеистичното комунистическо управление.